# Szklary (Kłodzko)
Pour les articles homonymes, voir Szklary.
Szklary est une localité polonaise de la gmina de Bystrzyca Kłodzka, située dans le powiat de Kłodzko en voïvodie de Basse-Silésie.

## Histoire
De 1818 à 1945, Glasegrund fait partie de l'arrondissement d'Habelschwerdt dans le district de Breslau au sein de la province de Silésie.